# 1996 DV
1996 DV är en asteroid i huvudbältet som upptäcktes den 19 februari 1996 av den japanska astronomen Takao Kobayashi vid Ōizumi-observatoriet.
Asteroiden har en diameter på ungefär 6 kilometer.